# タマツバキ (競走馬)
タマツバキは日本の競走馬、種牡馬。アングロアラブとして国営競馬史上初めて、平地競走でサラブレッドに勝利した。主な勝ち鞍は1949年と1951年のアラブ東西対抗（秋）。
負担重量83kgでの勝利という中央競馬記録を持つ。引退後にはその名を冠したタマツバキ記念が創設された。

## デビューまで
1945年3月12日、北海道浦河郡浦河町の三好牧場に生まれる。生産者・三好四郎の妻で、ヒエンやトラツクオー、ルピナス、ワイルドモアなどの育成に携わった三好コトの手で育てられた。
父バラツケーはフランス産のアングロアラブ。1930年に輸入されると、国有種牡馬として日高種馬牧場から多くの活躍馬を送り出した。母の明美はトロッターの血を引くアラ系で、競走名はビシ。1938年春季に抽選馬として東京でデビューし、少なくとも1940年春季には7度の出走記録がある。

## 競走馬時代

### 4歳（1948年）
1948年5月に京都の新馬戦でデビューし、1番人気で勝利する。鞍上の土門健司は、以降タマツバキの主戦騎手としてほとんどのレースで騎乗することとなる。続く優勝戦で2着となると、秋にかけて2着3回を含む6連敗。その後は京都と小倉で4連勝、勝入戦を4着としてこの年を終えた。この年の成績は12戦5勝、オープン馬として珍しいものではなかった。

### 5歳（1949年）

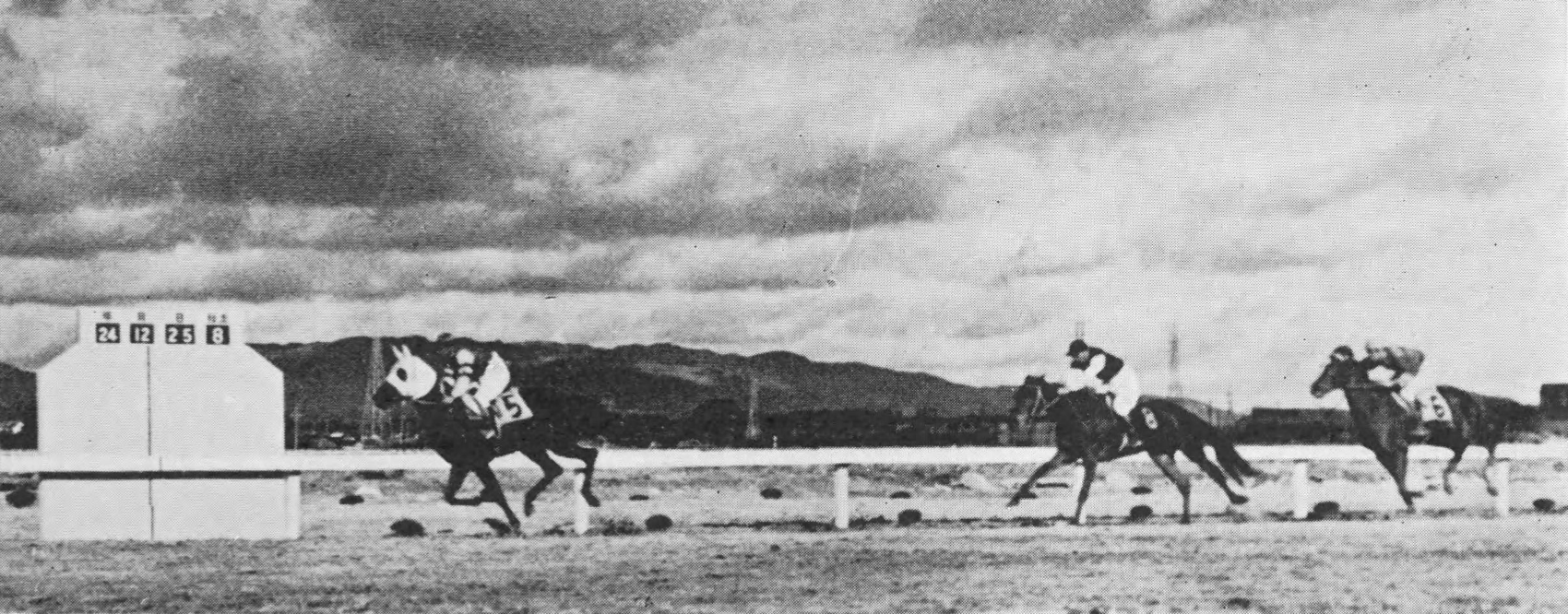
1949年アラブ東西対抗ゴール前。先頭からタマツバキ、モリアキ、グレートタイガー。

年初の小倉開催こそ精彩を欠いたものの、春に京都に戻ると本格化。初戦で特ハン初優勝を飾ったことを皮切りに、春秋の京都開催では14戦9勝2着4回、2度のレコード勝ちを記録する活躍を見せる。この間に負担重量は増え続け、6月半ばからは70kgを超えた。
この年の秋、国営競馬初のアラブ系重賞として読売楯争奪アラブ東西対抗が創設された。東西5頭ずつの計10頭で競走を行い、所属（関東・関西）ごとの順位点の合計で争う団体戦として企画された。背景にあったのは仁川の阪神競馬場開設記念だったが、加えて当時乏しかったアラブによる東西交流、特に東西それぞれで活躍していたヒエンとタマツバキの直接対決実現という趣旨もあった。当時の専門誌の中には、大相撲の呼び上げになぞらえて「かたや…ヒエン・こなァた…タマツバキ」と表現するものもあった。
12月に始まった阪神開催ではオープンを2戦してどちらも3着。年内開催最終日の12月25日、第1回アラブ東西対抗でタマツバキは1番人気に推された。関東からは肝心のヒエンこそ回避したものの2番人気のホウセイなどが出走。タマツバキは人気に応えて差し切り勝ちを収め、初代優勝馬となった。2着のモリアキ以外は関西馬が掲示板を占め、団体でも西軍が勝利した。

### 6歳（1950年）
春の京都開催から始動し、4月2日の初戦は4着。そこから2度のレコード含む6連勝でアラブ東西対抗予選を制し、連覇がかかるアラブ東西対抗（春）への出走権を得た。主戦の土門と共に関東（東京競馬場）に遠征、1番人気の支持を集めて出走したものの、関東馬で1歳上の半兄・ミキノヒカリの3着に敗れた。今度はタマツバキ以外の掲示板を関東馬が独占し東軍の勝利となった。
次走は秋の阪神開催、9月17日の特ハンを斤量78kgでレコード勝ち。9月30日の特ハンではついに80kgに達したが、タマツバキはこれもレコードタイムで快勝した。80kg以上を負担した出走、勝利は共に国営競馬史上初の快挙だった。その後は5戦3勝としてアラブ東西対抗（秋）に出走。三たび1番人気に推されたが、結果は関東馬ニユーバラツケーがレコードタイムで圧勝。タマツバキは2と2分の1馬身差の2着に敗れた。

### 7歳（1951年）
1951年は1月の京都開催から始動。未経験の障害競走を初戦に選ぶと、障害直前で斜行し減速しながらも（後述）1番人気に応え優勝した。その後は平地に戻って5月までに6戦2勝2着3回とし、アラブ東西対抗（春）に出走するため再度関東に遠征した。鞍上を土門から関東の浅野武志に替えて東京競馬場の特ハンに出走したが、3番人気で4着。連続1番人気記録は18戦で途絶えた。連闘となったアラブ東西対抗（春）では2番人気に支持されるも、ニユーバラツケーの連覇を前に再び2着に敗れた。3連闘で出走したアラブ決勝は勝利し、3戦1勝で関東遠征を終えた。
京都に戻って1着2着とした後、夏には小倉に遠征してサラブレッドに挑戦した。初戦は4頭立ての3着に敗れるも、次走の小倉特別ハンデでサチホマレやマツターホーン、オーミザクラらを破って優勝した。国営競馬の平地競走において、アングロアラブがサラブレッドに勝利するのは史上初の快挙だった。
秋の阪神開催からは再びアラブ系競走に身を置き、82〜83kgを負担して4戦2着2回3着2回と4連敗を喫する。それでも10月21日のオープンでは1番人気に推される中、斤量83kgを背負って優勝。これは中央競馬における最高負担重量での勝利記録として現在においても残っている。鞍上の土門は20kgのベストを着込んでの騎乗だった。京都開催に移って初戦の特ハンは4着、そこから5戦連続で1番人気2着に敗れた。
タマツバキの引退レースには5連続5度目の出走となるアラブ東西対抗が選ばれた。秋冬連覇中のニユーバラツケーが出走を回避する中、ダイニホウシユウ（この年17勝、目下10連勝中）とタマツバキによる一騎討ちが予想され、最終オッズは1番人気のダイニホウシユウが1.3倍、タマツバキが3.1倍で続き、3番人気のヒエン（10.1倍）を引き放した。レースはダイニホウシユウが逃げる展開となり、タマツバキが2番手を追走。4コーナーで並びかけながら直線に入ると、3着モリアキ以下を5馬身引き離すマッチレースの末にタマツバキがアタマ差で優勝。アラブ東西対抗2勝目で有終の美を飾った。

## 競走成績
下記は『日本の名馬・名勝負物語』に拠る。
- 1948年（平地12戦5勝）
- 1949年（平地21戦11勝）
  - アラブ東西対抗
- 1950年（平地16戦11勝）
  - 3着：アラブ東西対抗（春）
  - 2着：アラブ東西対抗（秋）
- 1951年（平地25戦7勝、障害1戦1勝）
  - 2着：アラブ東西対抗（春）
  - 小倉特別ハンデ（サラ系特別競走）
  - アラブ東西対抗（秋）
- 通算 75戦35勝（35-23-6-11）

## 引退後
引退後は福島種馬所で種牡馬入り。産駒は中堅程度の成績に留まり、重賞勝ち馬は出せなかった。1971年以降に種牡馬を引退、その後は福島畜産試験場で余生を過ごした。
1955年、読売カップに続くアラブ重賞競走として本馬の名を冠したタマツバキ記念が創設、春秋の年2回開催された。中央競馬のアラブ競走が廃止される1995年までは中央競馬で、以降は地方競馬で施行されたが、2007年を最後に廃止された。なお、1975年の第40回タマツバキ記念（春）のゲストとして当時30歳になっていたタマツバキが来場している。
1980年4月12日に36歳（満35歳31日）で死亡。記録的な長寿であり、後年シンザンに破られるまで日本軽種馬の最長寿記録だった。タマツバキの記録は「アングロアラブ重賞勝ち馬」の最長寿として現在も残っている。墓は福島県畜産試験場にある。

### 主な産駒
タマツクリ
1956年タマツバキ記念（秋）3着。中央47戦6勝。
タマノボル
1960年中山アラブ障害特別2着。中央97戦（または96戦）27勝。1961年11月より種牡馬入り。
マツバ
1965年東京アラブ障害特別2着。中央44戦6勝。
ミナノイワイ
1969年農林大臣賞典（春）（益田、後の日本海特別）2着。

### 母の父としての主な産駒
エルビスタン
父エルシド。1981年日本海特別（冬）（益田）1着。地方107戦18勝。

### その他
ヒサノオー
母母母父がタマツバキ。1977年花笠賞、若駒特別、1978年さくらんぼ賞（全て上山）1着。他に1977年東北アラブチャンピオン（新潟）2着、1978年菊花賞（上山）3着。地方20戦14勝。
アサヒリユウ
母母父がタマツバキ。1987年兼六賞（金沢）1着。地方103戦15勝。
ヒヨシサト
母母父がタマツバキ。1995年ローゼンホーマ記念（福山）1着。地方63戦13勝。
イズミカメリア
母母父がタマツバキ（ヒヨシサト全弟）。1995年セイユウ記念2着。中央29戦4勝。

## エピソード

### アラブの代名詞
タフで頑丈という「アングロアラブらしさ」をよく持った、アラブの代名詞的存在だった。特に重い斤量に強く、80kg以上を背負って6勝、83kgでの勝利は未だ破られない中央競馬記録である。出走した競走の約6割で70kg以上の斤量を背負ったが、70kg台で24戦14勝（2着6回）、80kg台で21戦6勝（2着10回）と成績も安定していた。
デビューから引退までの3年半で75戦、最高7連闘というハイペースで出走しながら、生涯通して目立った故障はなかった。引退直前になっても、5連闘から1週空けて4連闘というローテーションを80kg以上の斤量でこなした。

### 1戦1勝の障害競走
1951年1月10日、50戦目にして初の障害競走に出走した。負担重量80kg前後が常態化していたタマツバキにとって59kgは極めて軽ハンデであり、かつ平地でのスピードを買われて1番人気に推された。
スタートすると、タマツバキは前評判通り軽量と平地力を活かして一気に先頭に立った。しかしスタンド前で障害を前にすると困惑するように速度を落として斜行。その間に後ろの馬に追いつかれ、他馬の飛越を見てようやく「またぐ」ように飛越、平地で差を詰めることを繰り返した。その中でスタンドからは次第に笑い声が上がり、タマツバキが不器用に飛越するたび「ヨッコラショ」「ドッコイショ」と掛け声が飛んだ。
最終的には3番手から直線抜け出して1着を確保。以降障害競走を走ることはなかった。

## 血統表
| タマツバキの血統                          | タマツバキの血統               | タマツバキの血統      | （血統表の出典）    | （血統表の出典） |
| 父系                                      | バラツケー系                   | バラツケー系          | バラツケー系        | [ § 2 ]          |
| 父 アア *バラツケー Barraques 1927 黒鹿毛 | 父の父Comtat 1912 栗毛         | Vinicius              | Masque              | Masque           |
| 父 アア *バラツケー Barraques 1927 黒鹿毛 | 父の父Comtat 1912 栗毛         | Vinicius              | Wandora             |                  |
| 父 アア *バラツケー Barraques 1927 黒鹿毛 | 父の父Comtat 1912 栗毛         | Contree               | Border Minstrel     | Border Minstrel  |
| 父 アア *バラツケー Barraques 1927 黒鹿毛 | 父の父Comtat 1912 栗毛         | Contree               | Region              |                  |
| 父 アア *バラツケー Barraques 1927 黒鹿毛 | 父の母アア Titine 1919         | アラ Kerro            | アラ Farhan         | アラ Farhan      |
| 父 アア *バラツケー Barraques 1927 黒鹿毛 | 父の母アア Titine 1919         | アラ Kerro            | アラ Jahel          |                  |
| 父 アア *バラツケー Barraques 1927 黒鹿毛 | 父の母アア Titine 1919         | アア Bougiere         | アア Marat          | アア Marat       |
| 父 アア *バラツケー Barraques 1927 黒鹿毛 | 父の母アア Titine 1919         | アア Bougiere         | Boudeuse            |                  |
| 母 アラ系 明美 1935 黒鹿毛                | 母の父アラ *ベルアミ 1923 鹿毛 | アラ Managi Siberi    | 不詳                | 不詳             |
| 母 アラ系 明美 1935 黒鹿毛                | 母の父アラ *ベルアミ 1923 鹿毛 | アラ Managi Siberi    | 不詳                |                  |
| 母 アラ系 明美 1935 黒鹿毛                | 母の父アラ *ベルアミ 1923 鹿毛 | アラ Managia Siberi   | 不詳                | 不詳             |
| 母 アラ系 明美 1935 黒鹿毛                | 母の父アラ *ベルアミ 1923 鹿毛 | アラ Managia Siberi   | 不詳                |                  |
| 母 アラ系 明美 1935 黒鹿毛                | 母の母サラ系 賢美 1926 黒鹿毛  | *チヤペルブラムプトン | Beppo               | Beppo            |
| 母 アラ系 明美 1935 黒鹿毛                | 母の母サラ系 賢美 1926 黒鹿毛  | *チヤペルブラムプトン | Mesquite            |                  |
| 母 アラ系 明美 1935 黒鹿毛                | 母の母サラ系 賢美 1926 黒鹿毛  | サラ系 エキスパート   | *ウイリアム         | *ウイリアム      |
| 母 アラ系 明美 1935 黒鹿毛                | 母の母サラ系 賢美 1926 黒鹿毛  | サラ系 エキスパート   | 軽半 第三サクセス   |                  |
| 母系(F-No.)                               | エリース系(FN:ntb)             | エリース系(FN:ntb)    | エリース系(FN:ntb)  | [ § 3 ]          |
| 5代内の近親交配                           | 5代内アウトブリード            | 5代内アウトブリード   | 5代内アウトブリード | [ § 4 ]          |
| 出典                                      | 1. 2. 3. 4.                    | 1. 2. 3. 4.           | 1. 2. 3. 4.         | 1. 2. 3. 4.      |

半兄に、1950年の読売楯争奪アラブ東西対抗(春)を勝ったミキノヒカリがいる。
七代母エリースは米国産のトロッター。同牝系には日露大競馬会などで活躍したスイテン、1949年中山大障害(春)の勝ち馬カミカゼなどがいる。